# Toledo (Ohio)
Toledo je město v severní části státu Ohio ve Spojených státech amerických, při západním cípu Erijského jezera, při hranicích se státem Michigan. Rozkládá se na 217,8 km² a má populaci 298 446 obyvatel. Jeho metropolitní oblast má 715 320 obyvatel.
Asi nejvíce proslavil toto město Jamie Farr, americký herec, který se proslavil postavou desátníka (později seržanta) Maxe Klingera v americkém seriálu M*A*S*H, který v seriálu při každé možné příležitosti toto město zmiňoval.

## Rodáci
- Art Tatum (* 1909), jazzový pianista
- Lyman Spitzer (1914–1997), americký teoretický fyzik, astronom a astrofyzik

- Kate Wilhelmová (* 1928), spisovatelka
- Gene Kranz (* 1933), americký letecký inženýr, bývalý stíhací pilot, letový ředitel a manažer NASA
- Jamie Farr (* 1934), herec
- Anita Bakerová (* 1958), soulová zpěvačka
- Scott Hamilton (* 1958), bývalý americký krasobruslař, olympijský vítěz z roku 1984 a čtyřnásobný mistr světa
- Doug Ducey (* 1964), americký politik, od roku 2015 úřadující guvernér Arizony
- Jason Dohring (* 1982), herec
- Katie Holmesová (* 1978), americká herečka
- Adrianne Palicki (* 1983), americká herečka

## Galerie

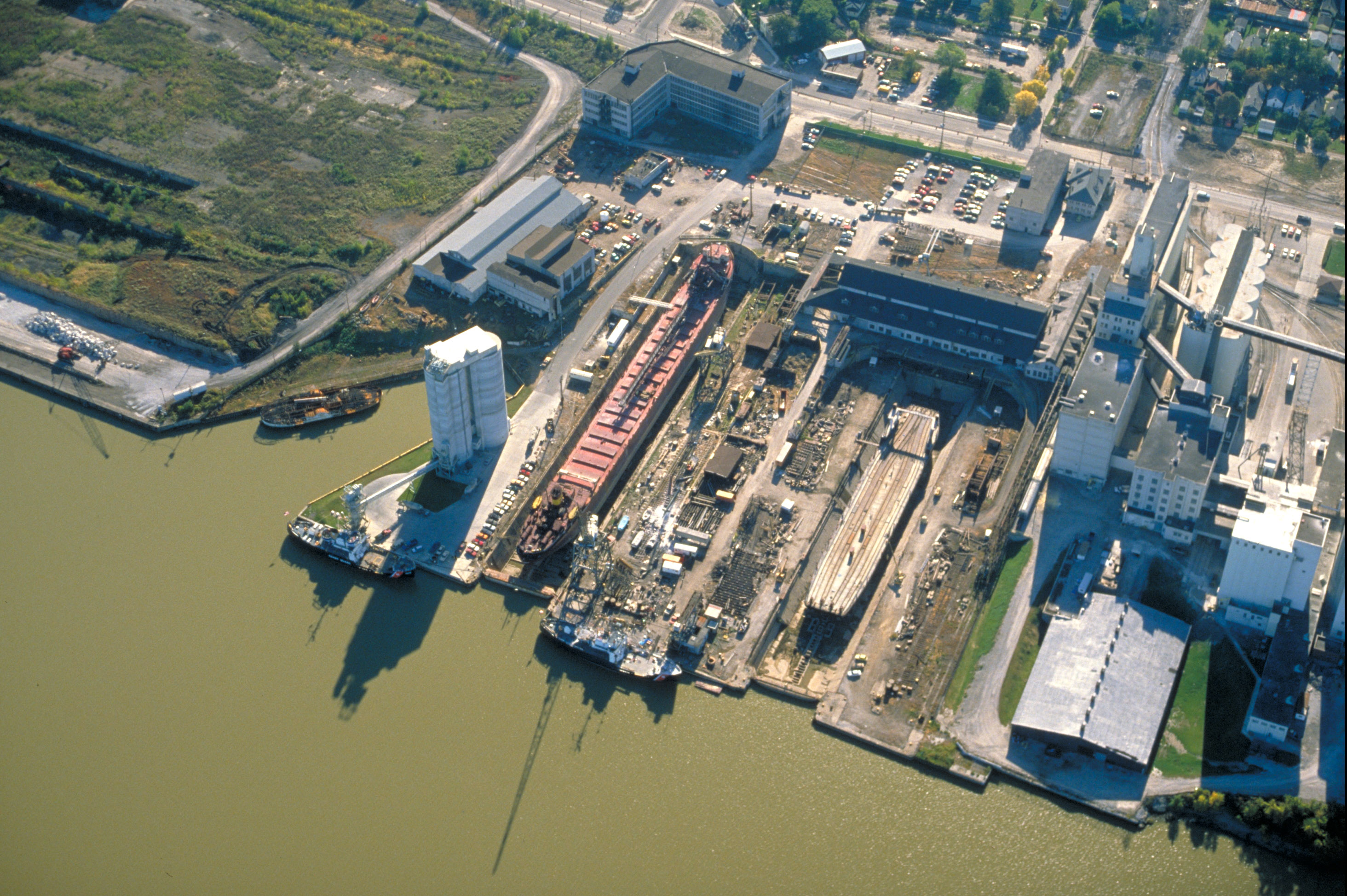
Přístav v Toledu
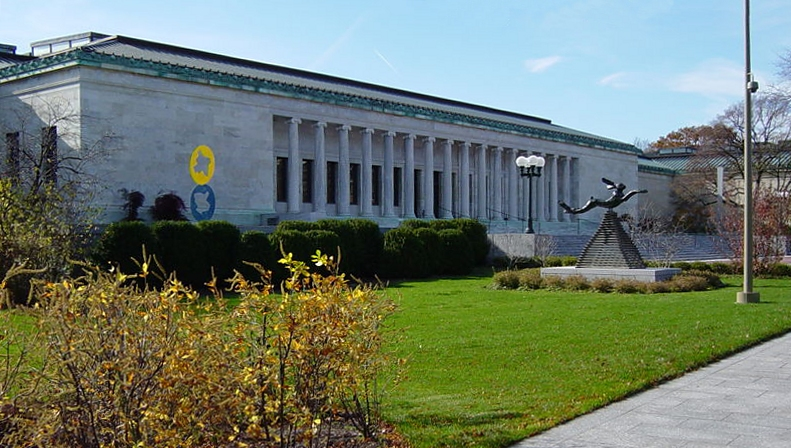
Muzeum umění v Toledu